# José del Castillo (football)
José Antonio del Castillo Burga (10 mai 1943 – 4 février 2023) est un footballeur international péruvien qui évoluait au poste d'attaquant, avant de devenir entraîneur.

## Biographie

### Carrière de joueur

#### En club
Joueur majeur du Sporting Cristal de Lima, José del Castillo remporte quatre titres de champion du Pérou (voir palmarès) avec ce club et participe à la Copa Libertadores en 1962, 1968, 1969, 1971, 1973 et enfin 1974 (29 matchs en tout, six buts marqués).
Il termine sa carrière au Mexique en jouant pour le CD Veracruz en 1975.

#### En sélection
International péruvien, José del Castillo joue 13 matchs (sans inscrire de but) entre 1965 et 1970. 
Il figure dans le groupe des sélectionnés lors de la Coupe du monde de 1970 au Mexique sans jouer de rencontres lors de ce mondial.

### Carrière d'entraîneur
Devenu entraîneur, il dirige notamment le Sporting Cristal en 1985, suivi du Defensor Lima en 1989.

### Décès
José del Castillo meurt le 4 février 2023. Il avait 79 ans.

## Palmarès
Sporting Cristal
- Championnat du Pérou (4) :
  - Champion : 1961, 1968, 1970 et 1972.
  - Vice-champion : 1962, 1963, 1967 et 1973.